# ماكس إليوت سليد
ماكس إليوت سليد (بالإنجليزية: Max Elliott Slade)‏ هو موسيقي وممثل أمريكي، ولد في 4 يوليو 1980 بباسادينا في الولايات المتحدة.

## أعمال

### أفلام
- (1995) أبولو 13[2][3][4]

## وصلات خارجية
- ماكس إليوت سليد على موقع IMDb (الإنجليزية)
- ماكس إليوت سليد على موقع ألو سيني (الفرنسية)
- ماكس إليوت سليد على موقع أول موفي (الإنجليزية)
- ماكس إليوت سليد على موقع قاعدة بيانات الأفلام السويدية (السويدية)
- ماكس إليوت سليد على موقع قاعدة بيانات الفيلم (الإنجليزية)
- ماكس إليوت سليد على موقع كينوبويسك (الروسية)